# Frank Lauren Hitchcock
Frank Lauren Hitchcock (6. března 1875 New York – 31. května 1957 Los Angeles, Kalifornie) byl americký matematik a fyzik známý tím, že v roce 1941 formuloval lineární optimalizaci dopravního problému.

## Akademický život
Než nastoupil na Harvardovu univerzitu, absolvoval přípravné studium na Phillipsově akademii v Andoveru ve státě Massachusetts. Poté, co roku 1896 získal bakalářský titul, začal učit, nejprve v Paříži a na Kenyonově vyšší škole v ohijském Gambieru. V letech 1904–1906 vyučoval chemii na Severodakotské státní univerzitě ve Fargu. Poté se vrátil do Massachusetts, aby zde učil na technologickém institutu (MIT) a současně absolvoval doktorské studium na Harvardu. Titul Ph.D. obdržel v roce 1910 s disertační prací Vektorové funkce bodu. Na MIT Hitchcock zůstal až do svého odchodu do důchodu. Analýzu dopravního problému optimálního rozložení publikoval v roce 1941.

## Osobní život
Předkové Franka Hitchcocka pocházeli z Nové Anglie. Otec Elisha Pike Hitchcock si matku Susan Idu Porterovou vzal v červnu 1866. Frank měl dvě sestry, Mary E. Hitchcockovou a Violu M. Hitchcockovou, a dva bratry, George P. Hitchcocka a Ernesta Van Ness Hitchcocka. Přestože se narodil v New Yorku, byl vychován v Pittsfordu ve Vermontu. Svoji ženu, Margaret Johnson Blakelyovou († 1925) si vzal 25. května 1899. Měli spolu tři děti – Lauren Blakelyovou (* 1900), Johna Edwarda Blakelyho (1906–1909) a George Blakelyho (* 1910). V době svého úmrtí měl 11 vnoučat a 6 pravnoučat.